# Catedral de Caxias do Sul
A Catedral de Caxias do Sul é um templo da Igreja Católica localizado na Praça Dante Alighieri, no centro de Caxias do Sul, no Brasil. É sede da Diocese de Caxias do Sul, e foi dedicada a Santa Teresa, por gratidão dos imigrantes italianos para com a Imperatriz Dona Teresa Cristina, esposa de D. Pedro II, Imperador do Brasil.
A Catedral é um dos mais importantes edifícios históricos da cidade e um dos mais distinguidos exemplares da arquitetura colonial na zona de imigração italiana da serra gaúcha, possuindo formas amplas e majestosas em um estilo neogótico coerente, e uma decoração interior que guarda relíquias artísticas dos primeiros tempos da cidade, incluindo altares ricamente entalhados, estatuária, vitrais e alfaias, além de ser o centro vital de antigas tradições religiosas, como a procissão do Encontro na Semana Santa e o Apostolado da Oração, um grupo de devoção que se reúne há muitas décadas para o cultivo da fé. No entanto, a despeito de seu relevo para a história, a cultura, a arte e a arquitetura caxienses, o prédio e seu acervo não são tombados e vêm sofrendo repetidas descaracterizações.

## História da Paróquia

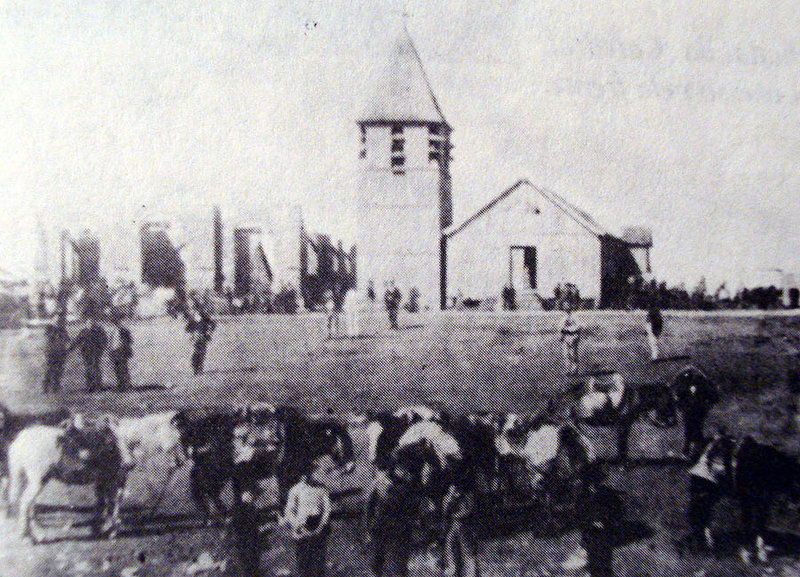
A primeira Matriz de Caxias, c. 1889.

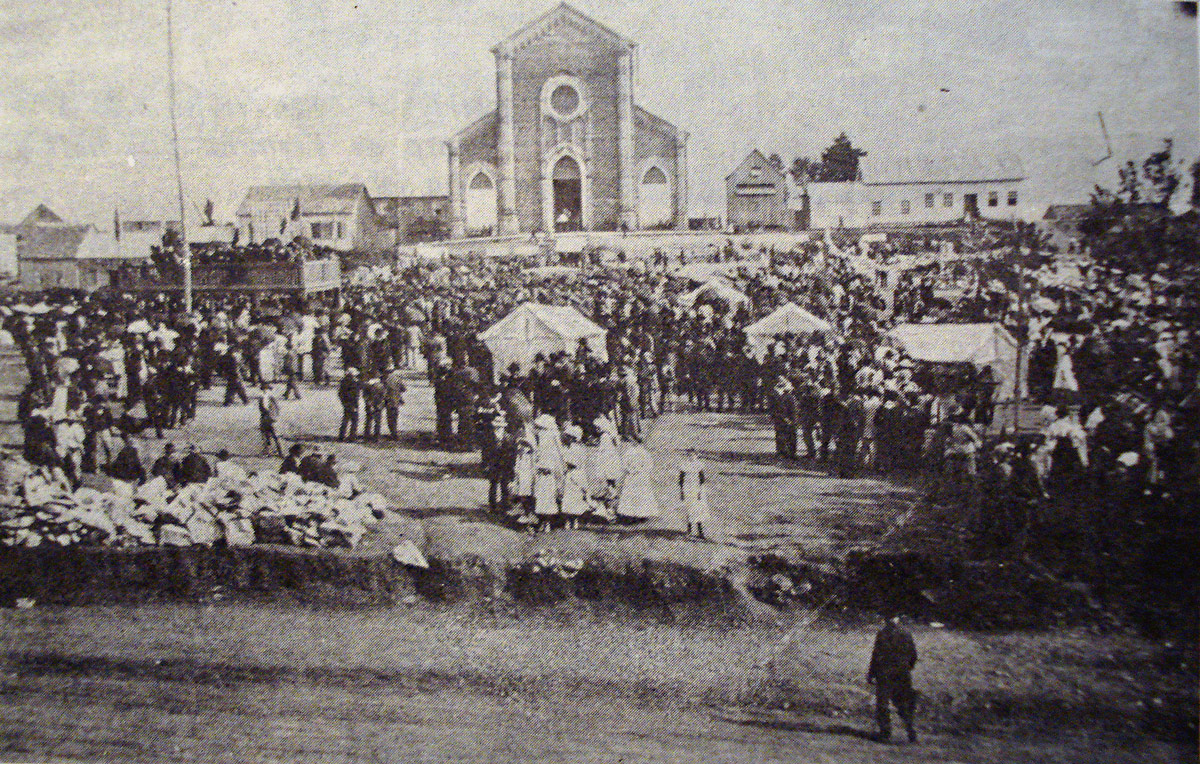
A quermesse de Santa Teresa na festa da padroeira, no início do século XX.

Originalmente, ao chegarem os primeiros colonos a Caxias do Sul, em 1875, a região dependia eclesiasticamente da Paróquia São José do Hortêncio, cuja sede ficava no atual município de São Sebastião do Caí. O primeiro pároco a atender a nova população instalada foi o Padre Carlos Blees.
Em 19 de maio de 1877 chegou à colônia o seu primeiro Capelão Colonial, o Padre Antonio Passaggi, que celebrava os cultos numa cabaninha feita de taquaras, no antigo cemitério, na rua Bento Gonçalves. Tão pobre era que o tabernáculo, para guarda do Santíssimo Sacramento, era a caixa de um velho relógio de parede.
Em 26 de abril de 1884, sendo criada a Freguesia de Santa Teresa de Caxias, desligando-a de São Sebastião do Caí, o Bispo Dom Sebastião Dias Laranjeira, em 20 de maio do mesmo ano, indicou como vigário o Padre Augusto Finotti, que permaneceu no cargo apenas 15 dias, sucedendo-lhe o Padre Agostinho Magon.
Nesta época servia como igreja uma casinha cedida por Luigi dal Canale, na Avenida Júlio de Castilhos. Daí foi transferida para outra casa, alugada, de Carlos Gatti, que foi destruída por um incêndio em 1886, junto com parte do arquivo paroquial. Em 1888 assumiram a direção da paróquia os padres Palotinos, oriundos da Alemanha.
No vicariato do padre André Walter foi então decidida a construção de um edifício próprio, a primeira Matriz, um pavilhão de madeira, no local onde hoje seria mais tarde erguido o templo hoje existente, no centro de Caxias, sob a responsabilidade de uma comissão composta por Salvador Sartori, Francisco Rossi, Domingos Bersani e Osvaldo Artico, o Velho, este último substituído pouco depois por Donato Balen. O clero também fez vir de Bochum os primeiros sinos de aço do templo, pagando por eles a soma de cinco contos de réis, bem como as imagens do Sagrado Coração de Jesus e do Imaculado Coração de Maria, criadas na Real Escola de Artes de Munique. O altar foi erguido por Tarquinio Zambelli, ao custo de 300 mil réis.

## A Catedral

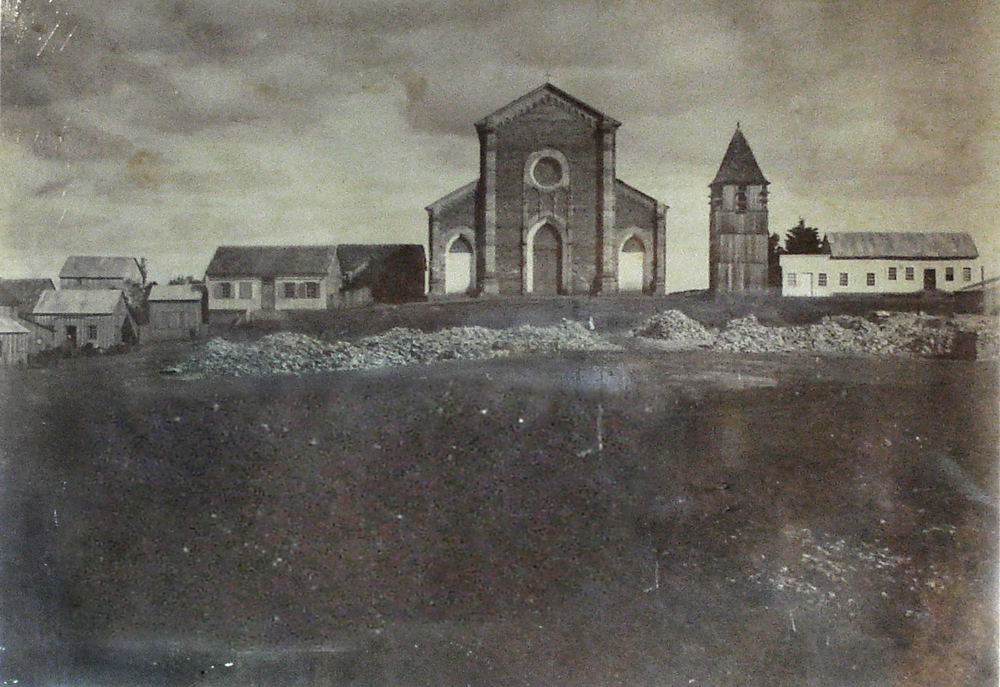
A Catedral em 1899.

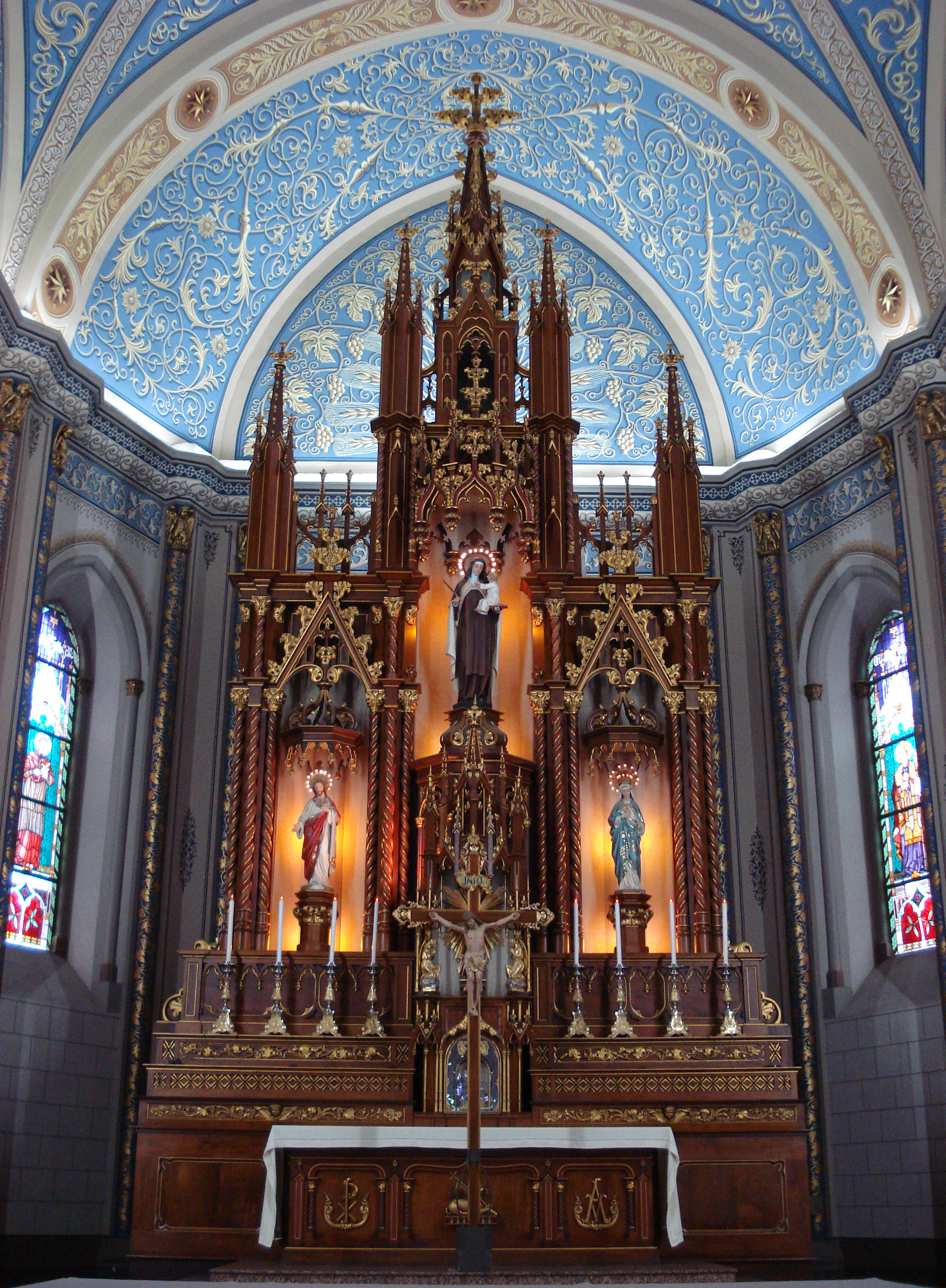
Altar-mor de Francisco Meneguzzo.

Em 15 de julho de 1893 foi indicado como coadjutor para os Palotinos o padre Giovanni Battista Argenta, que deu início às obras da atual Catedral, substituindo a primitiva Matriz de madeira. Foi assessorado por uma comissão principal formada por Domingos Maineri, Francisco Balen, Luiz Baldessarini, Luiz Curtolo e Francisco Bonotto, mais uma comissão auxiliar de líderes das comunidades rurais, sendo a pedra fundamental lançada e abençoada em 5 de dezembro de 1895. Os tijolos vieram da olaria de João Zambon, as ferramentas e toda parte estrutural de ferraria ficaram sob a responsabilidade de Osvaldo Artico, mestre ferreiro, e as obras prosseguiram com grande rapidez, contando com o auxílio espontâneo dos colonos. O templo já estava coberto em meados de 1896, quando assumiu a paróquia o padre Pietro Nosadini, sendo inaugurado solenemente em 14 de outubro de 1899, já com um novo vigário, o padre Antonio Pertile. A consagração solene ocorreu em 15 de outubro de 1900, oficiada pelo bispo dom Cláudio Ponce de Leão.
Entretanto a igreja não estava ainda completa, faltando todo revestimento da fachada, as escadarias de acesso, o revestimento e decoração internos, os altares, os pináculos e outros detalhes. Em 1909 o padre Angelo Donato organizou uma comissão para adiantar as obras da escadaria, e uma comissão de senhoras, que logo após se transformaria na ilustre Associação Damas de Caridade, se responsabilizou pela coleta de fundos para a construção do altar de Santa Teresa, mas seria o vigário João Meneguzzi, que governou a paróquia entre 1911 e 1943, o maior responsável pela conclusão do edifício.
Em 1913 foi concluído o imponente altar-mor em estilo neogótico, obra de Francisco Meneguzzo, auxiliado por José Gollo e Alexandre Bartelle, sendo consagrado em 14 de outubro, e no dia 15 de outubro, no dia festivo de Santa Teresa, foi entronizada a estátua da padroeira. Foram também executados neste ano os mosaicos do piso e o reboco interno. Em 6 de fevereiro de 1914 foi constituída uma comissão Ver nota  para levar avante os trabalhos da fachada, que foi inaugurada em 15 de outubro. O vitral da rosácea foi criado pela empresa de Abramo Eberle, e o reboco, decorações e torres ficaram a cargo de Luiz Segalla e Ferruccio Duso. As portas laterais, contudo, só ficaram prontas em 1915. Em 26 de novembro de 1916 foi decidida a construção de um grande campanário de alvenaria à direita da igreja, do qual só seriam erguidos os alicerces, sendo abandonado o projeto inicial de Francisco Meneguzzo, e em seu lugar ergueu-se um campanário provisório de madeira, substituído mais tarde por um de metal. Ainda em 1916 Francisco Meneguzzo construiu os bancos para assento dos fiéis. Em 1917 foi instalada a iluminação elétrica.
Em 1925 as colunas internas foram reformadas e o púlpito foi inaugurado, uma grande estrutura em madeira em estilo neogótico, similar ao do altar-mor, doado por Itália Schio de Carli. Em 1932 foi instalado em uma capela lateral um grande crucifixo, acima do tamanho natural, doado por Angelo e Vitória de Carli. Em 1936 foi criada a Diocese de Caxias do Sul, passando a Matriz à condição de Catedral.
Na década de 1940 a escadaria de acesso foi remodelada para permitir o alargamento da Rua Sinimbú e foram substituídas as telhas portuguesas por outras de cimento, o interior foi pintado pela primeira vez, e o coro original de madeira foi substituído por um de alvenaria. Em 1951 foi instalado um órgão elétrico. Nos anos 60 o edifício já estava precisando de muitos reparos, e as colunas laterais sequer haviam sido acabadas. Cogitou-se mesmo de demolir a Catedral para erguer um edifício moderno e mais amplo, mas afinal foi decidido apenas reformá-lo. O reboco e o forro de argamassa e ripas, que estavam desmoronando, foram refeitos completamente, foram finalizadas as colunas e foi aberto um clerestório para ventilação junto ao teto. O forro das sacristias também foi recuperado, e foi contratada uma pintura decorativa para a nave e as capelas, levada a cabo por Nicolau Klinger, sob a orientação de Aldo Gollo.

### Características

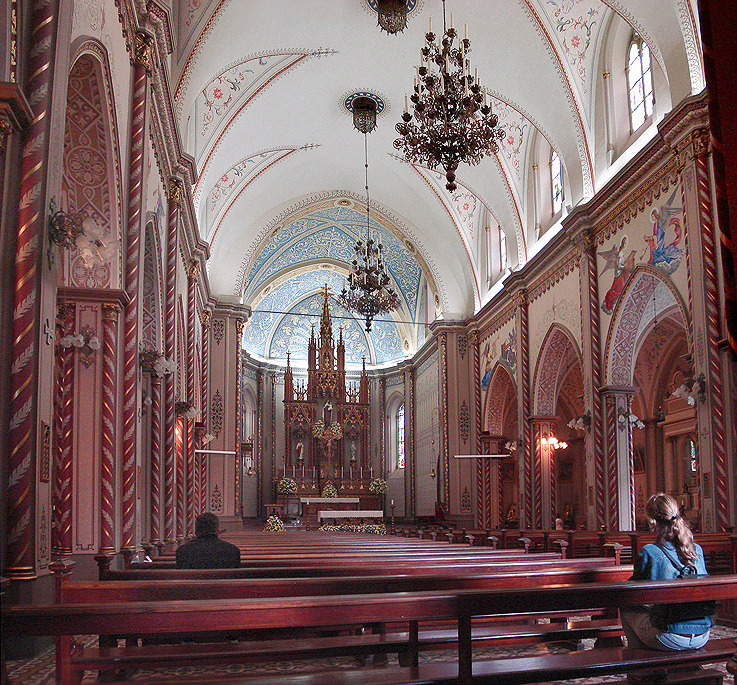
Aspecto do interior.

O desenho segue um estilo neogótico simplificado, inspirado na Basílica de Santo Antônio de Bolonha, na Itália. O edifício se localiza sobre um alto embasamento, com uma escadaria monumental que conduz à entrada. A fachada tem pilastras em destaque e três portas em arco de ogiva, sendo que a central é maior e encimada por uma grande rosácea, inserida no frontão que não mostra outros adornos salvo um ligeiro friso geométrico junto à cornija de arremate. Nas quinas e no vértice do frontão, pequenos pináculos.[carece de fontes?]
O interior é dividido em três naves, com um coro acima da entrada, e diversas capelas laterais, algumas no mesmo estilo neogótico e outras em uma derivação do neoclássico. O clerestório é decorado com uma bela série de vitrais confeccionados na Alemanha. Ao fundo da nave central está a capela-mor, onde se encontra o grande altar-mor e o trono episcopal. Aos lados, a sacristia à esquerda e a Capela do Santíssimo Sacramento à direita, onde existem duas imagens: uma de Cristo ressurrecto, de autor desconhecido, e outra de Santa Teresa, de Pietro Stangherlin, além de um sacrário com relíquias da santa.
Nos altares laterais existem muitas significativas estátuas antigas de importantes santeiros locais, como a Maria Bambina, a Santa Inês e um grande crucifixo de Estácio Zambelli, uma formosa Nossa Senhora da Glória, um São Francisco e um Santo Anselmo, de autoria de Pietro Stangherlin, além de diversas outras.

### Conservação
Embora a Catedral esteja em ótimo estado geral de conservação, o edifício não é tombado, a despeito de seu enorme valor histórico, social e artístico para a cidade e região, e ao longo do tempo vem sendo lentamente transformado em intervenções arbitrárias, perdendo suas características de autenticidade histórica e artística, um critério central na conservação de monumentos antigos.
O altar-mor foi despojado de suas extensões laterais na década de 1960, pouco depois os altares laterais também perderam suas balaustradas divisórias, em 2000 o interior foi todo repintado, sendo acrescentadas pinturas de anjos e decorações de arabescos, o antigo púlpito neogótico, uma estrutura monumental que havia sido removida da nave há anos, foi completamente reformado, perdendo partes extensas, para ser transformado em um tabernáculo para o Santíssimo Sacramento, e a pia batismal primitiva, uma mini-capela sobre um pedestal toda com entalhes em madeira, foi substituída por uma estrutura moderna simplificada de cimento. O campanário no exterior também é obra moderna, um híbrido estético construído em 2007 em estilo gótico simplificado, apesar de o projeto original sobreviver.
A Catedral compõe um conjunto arquitetônico de grande impacto urbanístico com a Casa Canônica, que se ergue ao lado, outra edificação antiga de grande importância, mas que também vêm sofrendo intervenções que desfiguram sua configuração primitiva.

## Tradições
A Catedral sempre foi o principal templo católico de Caxias, e como tal é o centro de festividades tradicionais. A mais importante é a festa da padroeira Santa Teresa de Ávila, que é celebrada todos os anos desde sua fundação, transcorrendo em outubro ao longo de toda uma semana, e que inclui missas especiais, carreata, bênção da cidade e a tradicional Missa dos Cantares. Antigamente a festa era acompanhada de uma grande quermesse na Praça Dante Alighieri, com bancas de alimentação, jogos e diversões populares e apresentações de música. Outra festividade importante, realizada durante a Semana Santa desde a década de 1950, é a Procissão do Encontro, quando a imagem do Senhor Morto sai da Catedral para encontrar-se com a imagem de Nossa Senhora das Dores que sai da Capela do Santo Sepulcro, voltando então ambas para a Praça Dante, onde é realizada uma celebração campal. A Catedral também foi a sede do maior encontro religioso da região no século XX, o Congresso Eucarístico Diocesano, realizado entre os dias 5 e 9 de maio de 1948, que atraiu uma multidão de vinte mil pessoas.

## Outras imagens

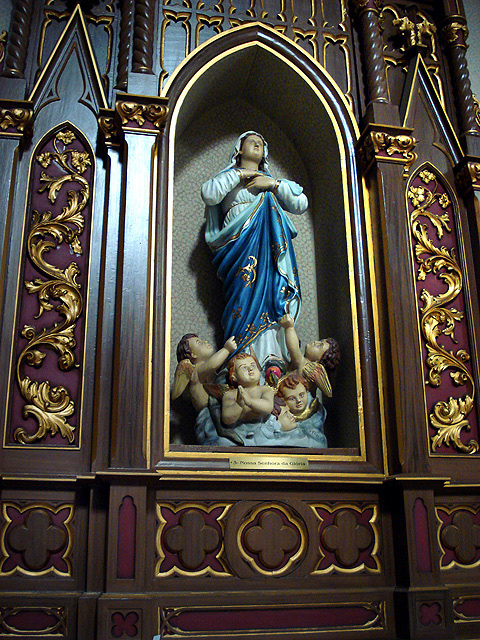
Pietro Stangherlin: Nossa Senhora da Glória
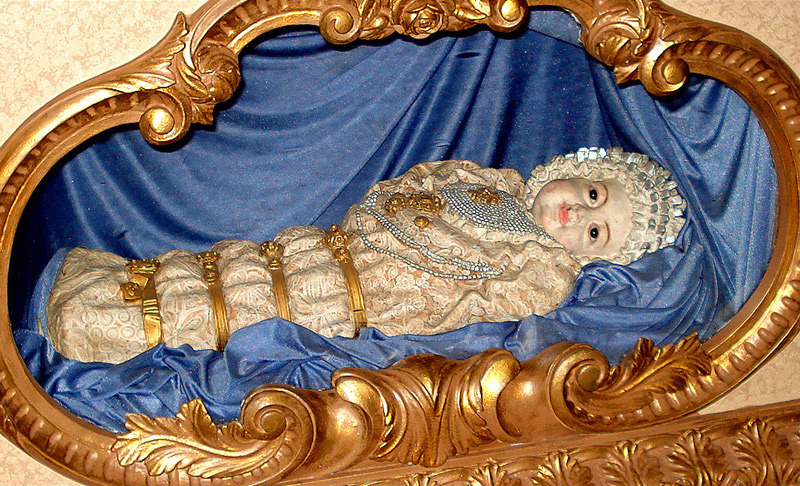
Estácio Zambelli: Maria bambina
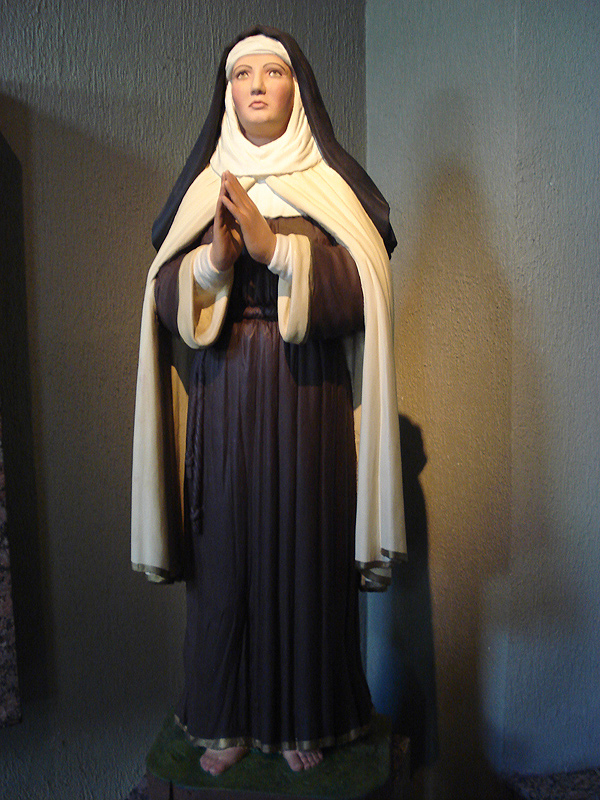
Pietro Stangherlin: Santa Teresa
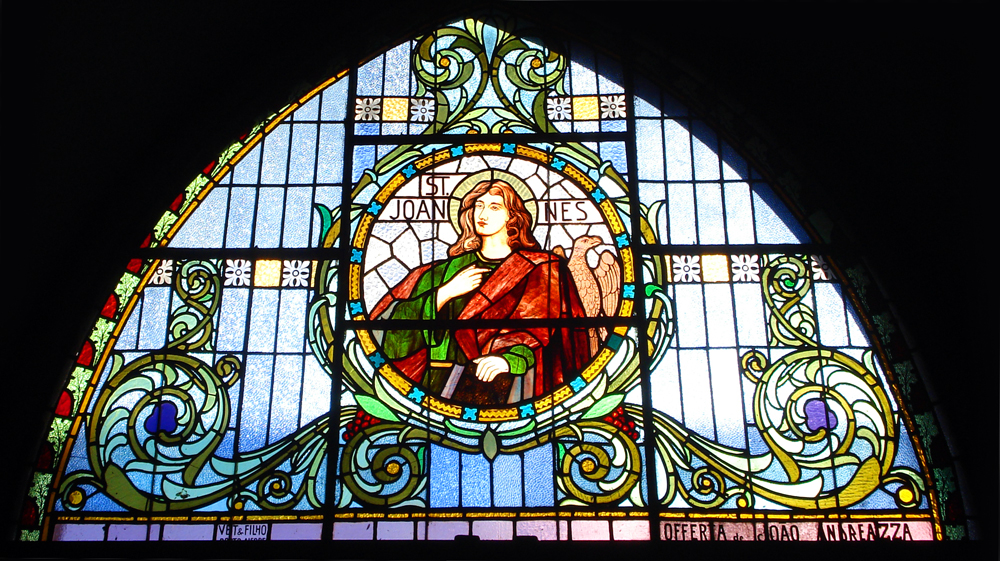
Vitral de São João Evangelista